# Maméixevo
Maméixevo (en rus: Мамешево) és un poble de l'óblast de Nijni Nóvgorod, a Rússia, segons el cens del 2010 tenia 206 habitants, pertany al municipi de Tenekàievo.